# Chalcidoseps thwaitesi
Chalcidoseps thwaitesi (сцинк Твейтса) — вид сцинкоподібних ящірок родини сцинкових (Scincidae). Ендемік Шрі-Ланки. Вид названий на честь англійського ботаніка Джарджа Твейтса. Це єдиний представник монотипового роду Chalcidoseps.

## Поширення і екологія
Сцинки Твейтса мешкають в горах Наклз в центральній частині острова Шрі-Ланка. Вони живуть в гірських тропічних лісах, галерейних лісах і на плантаціях. серед каміння, коріння, опалого листя і гнилої деревини, у вологих, прохолодних мікросередовищах. Зустрічаються на висоті від 600 до 1400 м над рівнем моря. Живляться термітами, відкладають яйця, в кладці 2 яйця.

## Збереження
МСОП класифікує цей вид як такий, що перебуває під загрозою зникнення. Chalcidoseps thwaitesi загрожує знищення природного середовища.